# Gabriel-Valer Zetea
Gabriel-Valer Zetea (n. 6 martie 1978, Apa, România) este un membru al Camerei Deputaților din România , ales în 2020 din partea PSD. 

## Demersuri politice
În calitate de președinte al Consiliului Județean Maramureș a condus în anul 2018 ședința în care a fost adoptată în unanimitate decizia de neexercitare a dreptului de preemțiune asupra Fostului palat episcopal greco-catolic din Baia Mare, clădire monument istoric lăsată în părăginire.